# Zofia Noiret
Zofia Noiret (ur. 10 stycznia 1862 w Warszawie, zm. 23 sierpnia 1922 tamże) – polska aktorka.

## Życiorys
Była córką Teodora i Pauliny z Latoszków. Rodzina mieszkała w majątku Łyszkowice. Ojciec Zofii był tam magazynierem spichrzów Księstwa Łowickiego. Początkowo występowała w teatrze amatorskim w Skierniewicach. W Warszawie studiowała aktorstwo pod kierunkiem Wincentego Rapackiego i Leontyny Halpertowej. W dniu 26 maja 1885 zadebiutowała w Warszawskich Teatrach Rządowych rolą Ludwiki w Dwóch Światach, a 3 sierpnia tego roku jako Henryka w Miłości ubogiego młodzieńca. Podała, że była 3 lata młodsza niż w rzeczywistości, co skutkowało tym, że we wszystkich oficjalnych opracowaniach jako rok urodzenia Zofii podaje się 1865.
Została zaangażowana do pracy w Warszawskich Teatrach Rządowych. Ostatni raz wystąpiła 13 sierpnia 1894 jako Amalia w Zbójcach. Zagrała ok. 40 ról, z których najwybitniejsze to: Livia Quintilla (rola tytułowa), Amalia (Zbójcy), Kordelia (Król Lear), Helena (Sen nocy letniej), Amelia (Mazepa), Aza (Chata za wsią), Messalina (Ania i Messalina), Klotylda (Myszka), Joanna (Roznosicielka chleba).
Charakteryzowała się niskim głosem, który mógł być spowodowany przez astmę, na którą całe życie cierpiała. Zrezygnowała z pracy na własną prośbę. Decyzja spowodowana była chorobą.
Przyjaźniła się z aktorką Wandą Barszczewską.
Została pochowana na Starych Powązkach w Warszawie (kwatera D, rząd 4, miejsce 5–6).